# Gaspare Grimaldi Bracelli
Gaspare Grimaldi Bracelli (Genova, 1477 – Genova, 4 luglio 1552) fu il 56º doge della Repubblica di Genova.

## Biografia
Esponente della nobile famiglia Bracelli e, da parte materna, della famiglia Grimaldi, Gaspare Grimaldi Bracelli nacque a Genova intorno al 1477.
Studioso delle materie letterarie, nipote dello storico e diplomatico Giacomo Bracelli, fu ben presto avviato alla carriera istituzionale ricoprendo diversi incarichi per lo stato genovese. Il suo nome compare, assieme a Battista Cicala, tra i diplomatici incaricati del ricevimento dell'imperatore Carlo V in transito da Genova e diretto a Lucca per l'incontro con il pontefice Paolo III. Nominato tra i padri del Comune con tale incarico si adoperò per la pulitura dei fondali del porto genovese e della incanalizzazione dei liquami.
Fu eletto al titolo dogale il 4 gennaio 1549, l'undicesima in successione biennale e la cinquantaseiesima nella storia repubblicana, carica che mantenne fino al 4 gennaio 1551.
Durante il suo dogato dovette affrontare diverse congiure interne, soprattutto per orientare verso la Francia le vigenti influenze politiche spagnole di Genova, tra le quali quella capitanata dal marchese Giulio Cibo, subito sventata.
Successivamente più forte e pericolosa per la stabilità dello Stato fu invece la rivolta popolare di alcuni cittadini, alimentati da cinque principali nobili genovesi e il cui "capo politico" fu riconosciuto nella persona di Domenico Imperiale Gioiardo. Il tribunale punì quest'ultimo alla pena pecuniaria di 1000 scudi d'oro, mentre agli altri nobili fu inflitta una punizione monetaria di 200 scudi d'oro, la cancellazione di ogni agevolazione e privilegio nobiliare e l'allontanamento dalla terre della Repubblica e d'oltremare per due anni.
Da doge firmò inoltre l'ordine di arresto per Giovanni Battista De Fornari, già doge nel biennio 1545-1547 e suo parente, a seguito delle accuse che videro quest'ultimo come traditore della Repubblica. Nel suo mandato si ottenne, in accordo con papa Giulio III, l'istituzione del Magistrato delle Monache.
Morì a Genova il 4 luglio del 1552 trovando sepoltura nella chiesa di San Francesco di Castelletto.